# Santa María Atzitzintla
Santa María Atzitzintla är en ort i Mexiko.   Den ligger i kommunen Acteopan och delstaten Puebla, i den sydöstra delen av landet, 80 km sydost om huvudstaden Mexico City. Santa María Atzitzintla ligger 1 725 meter över havet och antalet invånare är 164.
Terrängen runt Santa María Atzitzintla är kuperad. Runt Santa María Atzitzintla är det ganska tätbefolkat, med 86 invånare per kvadratkilometer. Närmaste större samhälle är Tetela del Volcán, 13,1 km norr om Santa María Atzitzintla. I omgivningarna runt Santa María Atzitzintla växer huvudsakligen savannskog.